# Taftan
Le Taftan (persan : تفتان, Taftân, signifiant « l'endroit de la chaleur ») est un stratovolcan actif du Sud-Est de l'Iran, situé dans la province de Sistan-et-Balouchistan. Culminant à près de 4 000 mètres d'altitude, il constitue la plus haute montagne de la région.
La ville la plus proche est Khash.